# Татково
Та́тково (болг. Татково) — село в Кирджалійській області Болгарії. Входить до складу общини Кирджалі.

## Населення
За даними перепису населення 2011 року у селі проживали 58 осіб, з них 51 особа (96,2%) — турки.
Розподіл населення за віком у 2011 році:
Динаміка населення: